# Tvarožná, Kežmarok
Tvarožná este o comună slovacă, aflată în districtul Kežmarok din regiunea Prešov, pe malul râului Tvarožniansky potok⁠(d). Localitatea se află la altitudinea de 676 m deasupra n.m., se întinde pe o suprafață de 35 km2 și în 2017 număra 718 locuitori.
Localitatea este înfrățită cu Terzolas.

## Istoric
Localitatea Tvarožná este atestată documentar din 1268.

## Demografie
| An:                | 1994 | 2004    | 2014    | 2024    |
| ------------------ | ---- | ------- | ------- | ------- |
| Număr de persoane: | 555  | 630     | 714     | 825     |
| Diferență:         |      | +13,51% | +13,33% | +15,54% |

| An:                | 2023 | 2024   |
| ------------------ | ---- | ------ |
| Număr de persoane: | 798  | 825    |
| Diferență:         |      | +3,38% |